# Cabo Rojo
Cabo Rojo is een plaats (zona urbana) en gemeente in het Amerikaanse unincorporated territory Puerto Rico.

## Demografie
Bij de volkstelling in 2000 werd het aantal inwoners vastgesteld op 10.610. De gemeente telde 46.911 inwoners.

## Geografie
Volgens het United States Census Bureau beslaat de plaats een oppervlakte van
6,1 km², geheel bestaande uit land. De gemeente heeft een landoppervlakte van 182 km². Cabo Rojo ligt op ongeveer 13 m boven zeeniveau.

## Plaatsen in de nabije omgeving
De onderstaande figuur toont nabijgelegen plaatsen in een straal van 72 km rond Cabo Rojo.

## Geboren in Cabo Rojo

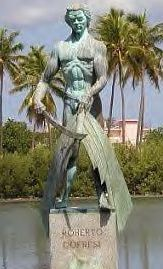
Standbeeld van Roberto Cofresí in Cabo Rojo

- Roberto Cofresí (1791-1825), piraat en een soort plaatselijk Robin Hood-figuur